# Ахав
Ахаав (на иврит: אַחְאָב) е цар на Израил, управлявал около 870 – 850 година пр.н.е.
Той е син и наследник на цар Амврий. Според Библията той се жени за Езавел, дъщеря на царя на Сидон Етваал, която има голямо влияние върху него и се опитва да наложи в Израил почитането на Ваал.[3Цар. 16:31] През 853 година пр.н.е. година негови войски участват в битката при Каркар, в която голям съюз на близкоизточни държави спира настъплението на Новоасирийското царство.
Ахав е убит около 850 година пр.н.е. по време на обсада на новоасирийската крепост Рамот Гилеад. Наследен е от синовете си Охозия и Йорам.